# Sarah Helen Whitman

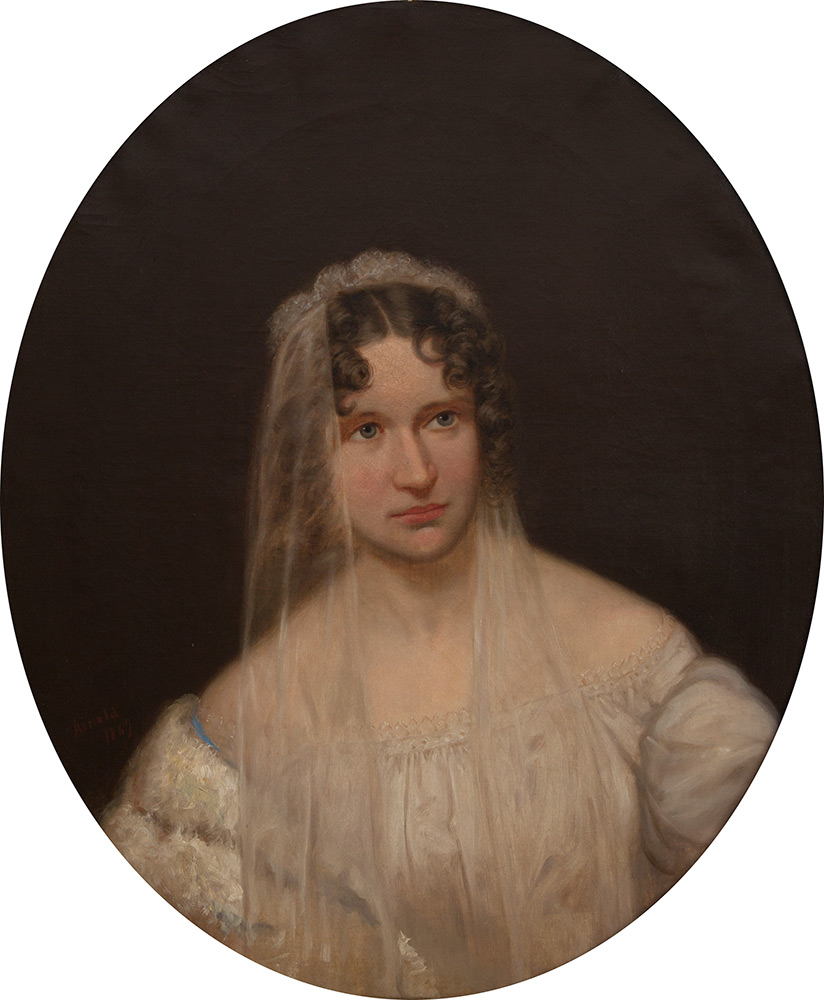
Sarah Helen Whitman, Ölgemälde von John Nelson Arnold, 1869, nach einem Originalgemälde von Cephas Giovanni Thompson, 1838.

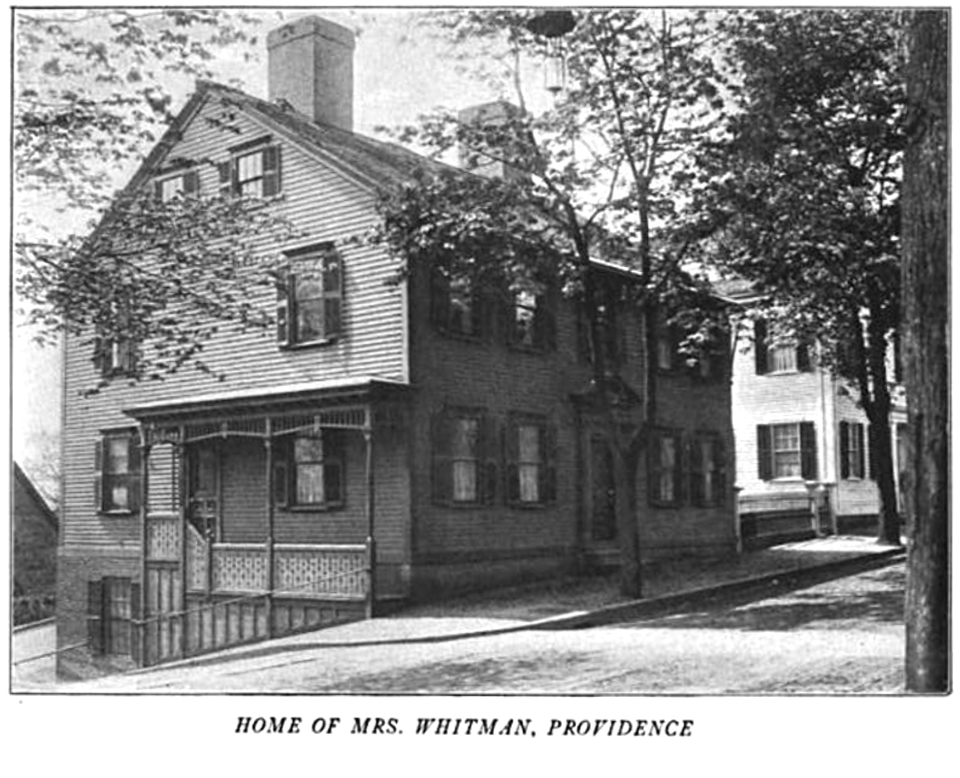
Haus der Familie Whitman in Providence, 1916

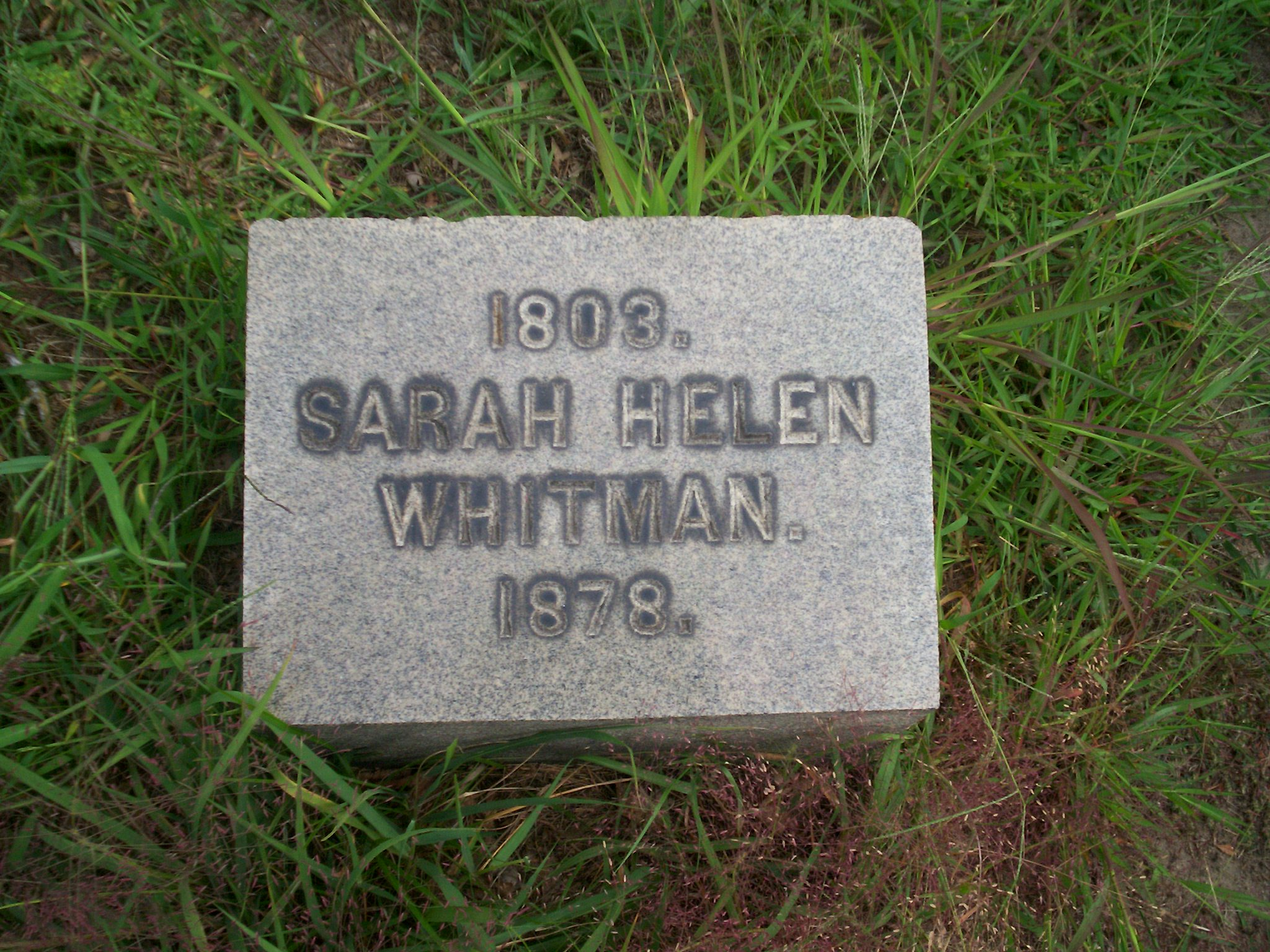
Grab von Sarah Helen Whitman

Sarah Helen Whitman, geborene Power (* 19. Januar 1803 in Providence, Rhode Island; † 27. Juni 1878 ebenda) war eine US-amerikanische Dichterin, Essayistin, Transzendentalistin, Spiritualistin und eine intime Freundin von Edgar Allan Poe.

## Leben
Whitman war die Tochter von Nicholas Power und Anna Marsh. Im Jahr 1828 heiratete sie den Dichter und Schriftsteller John Winslow Whitman und zog nach Boston. John Whitman war Mitherausgeber des Bachelors’ Journal und des Boston Spectator and Ladies’ Album, was Whitman erlaubte, einige ihrer Gedichte unter dem Namen „Helen“ zu veröffentlichen. John Whitman starb 1833; er und Sarah hatten keine Kinder.
Sarah Helen Whitman hatte ein Herzleiden, das sie mit Äther behandelte, den sie durch ihr Taschentuch einatmete.
Whitman war mit Margaret Fuller und anderen Intellektuellen in Neuengland befreundet. Durch diese Gruppe und durch Vorträge von Ralph Waldo Emerson in Boston und Providence begann sie sich für den Transzendentalismus zu interessieren. Sie interessierte sich auch für Wissenschaft im Allgemeinen, den Mesmerismus und das Okkulte.S. 347 f. Sie trug mit Vorliebe Schwarz und einen sargförmigen Anhänger um den Hals und hielt möglicherweise sonntags in ihrem Haus Séancen ab, bei denen sie versuchte, mit den Toten zu kommunizieren.
Die Wege von Whitman und Edgar Allan Poe kreuzten sich erstmals im Juli 1845 in Providence. Poe besuchte einen Vortrag seines Freundes und Dichters Frances Sargent Osgood. Als Poe und Osgood spazieren gingen, kamen sie an Whitmans Haus vorbei, während sie im Rosengarten hinter ihrem Haus stand. Poe lehnte es ab, ihr vorgestellt zu werden. Zu diesem Zeitpunkt war Whitman bereits eine Bewundererin von Poes Geschichten. Gegenüber ihrer Freundin Mary E. Hewitt gab sie zu:

„I can never forget the impressions I felt in reading a story of his for the first time… I experienced a sensation of such intense horror that I dared neither look at anything he had written nor even utter his name… By degrees this terror took the character of fascination – I devoured with a half-reluctant and fearful avidity every line that fell from his pen.“

„Ich kann nie die Eindrücke vergessen, die ich empfand, als ich zum ersten Mal eine Geschichte von ihm las… Ich empfand ein so starkes Entsetzen, dass ich es nicht wagte, etwas von ihm anzuschauen oder gar seinen Namen auszusprechen… Nach und nach nahm dieser Schrecken den Charakter einer Faszination an – ich verschlang mit einer halb zögerlichen, halb ängstlichen Begierde jede Zeile, die seiner Feder entstammte.“

Eine Freundin, Anne Lynch Botta, hatte Whitman gebeten, ein Gedicht für eine Valentinstagsfeier im Jahr 1848 zu schreiben. Sie willigte ein und schrieb eines für Poe, obwohl dieser nicht anwesend war. Poe erfuhr von der Hommage „To Edgar Allan Poe“ und revanchierte sich, indem er anonym sein zuvor gedrucktes Gedicht „To Helen“ schickte. Whitman wusste möglicherweise nicht, dass es von Poe selbst stammte, und sie antwortete nicht. Drei Monate später schrieb Poe ihr ein völlig neues Gedicht, erneut mit dem Titel „To Helen“, das sich auf den Moment bezieht, in dem Poe sie einige Jahre zuvor zum ersten Mal im Rosengarten hinter ihrem Haus gesehen hatte.S. 347–51
Zum Zeitpunkt seines angeblichen Selbstmordversuchs war Poe auf dem Weg zu Whitman. Bevor er einen Zug von Lowell, MA, nach Boston auf dem Weg nach Providence bestieg, nahm er zwei Dosen Laudanum. Als Poe in Boston ankam, war er sehr krank und dem Tod nahe. Unmittelbar danach verbrachte er vier Tage bei Whitman in Providence. Obwohl sie  ein gemeinsames Interesse an Literatur teilten, schätzte Poe Whitmans Freunde, darunter Elizabeth Fries Ellet, Margaret Fuller und andere Transzendentalisten, nicht besonders. Er sagte: „My heart is heavy, Helen, for I see that your friends are not my own.“S. 358 f.
Die beiden tauschten einige Zeit lang Briefe und Gedichte aus, bevor sie über eine Verlobung sprachen. Im Dezember 1848 willigte Whitman in eine „sofortige Heirat“ ein. Poe verpflichtete sich, während der Verlobungszeit nüchtern zu bleiben – ein Versprechen, das er schon nach wenigen Tagen brach. Whitmans Mutter fand heraus, dass Poe sich auch mit Annie Richmond und seiner Jugendliebe Sarah Elmira Royster traf. Dennoch stand die Hochzeit so kurz bevor, dass die Zeitungen ihre Verbindung ankündigten und ihnen alles Gute wünschten.S. 358–88 Obwohl Freunde und Widersacher die Beziehung gleichermaßen kritisierten, wurde auch ein Hochzeitstermin festgelegt. Die Beziehung endete sofort, als Whitman angeblich über einen anonymen Brief erfuhr, dass Poe sein Versprechen gebrochen hatte. In einem Brief an Whitman (adressiert an „Dear Madam“) gab Poe ihrer Mutter die Schuld an der Trennung. Rufus Wilmot Griswold, Poes berühmt-berüchtigter erster Biograf, behauptete, dass Poe seine Beziehung zu Whitman am Tag vor ihrer Hochzeit absichtlich beendete, indem er ungenannte „Ausschreitungen in Trunkenheit“ beging, die, wie er in seiner Biografie schrieb, „eine Vorladung der Polizei notwendig machten“.
Whitmans Gedichtsammlung Hours of Life, and Other Poems wurde 1853 veröffentlicht. Im Jahr 1860, elf Jahre nach seinem Tod, veröffentlichte sie ein Werk zur Verteidigung von Poe gegen seine Kritiker, insbesondere gegen Rufus Griswold, mit dem Titel Edgar Allan Poe and His Critics. In einer Zeitung aus Baltimore hieß es, das Buch sei ein nobles Unterfangen, „aber es löscht die […] unehrenhaften Einträge in der Biografie von Dr. Griswold nicht aus“. Das Werk inspirierte wahrscheinlich William Douglas O’Connor zu The Good Gray Poet, einer ähnlichen Verteidigung von Walt Whitman, die 1866 erschien. Whitman korrespondierte mit Poes englischem Biographen John Henry Ingram, der ihre Briefe von Poe und ein Daguerreotypie-Porträt in die von ihm zusammengetragene Bibliothek aufnahm.
Sarah Helen Whitman starb im Alter von 75 Jahren im Haus eines Freundes in Providence und ist auf dem North Burial Ground begraben. In ihrem Testament verwendete sie den Großteil ihres Vermögens für die Veröffentlichung eines Bandes mit ihren eigenen Gedichten und denen ihrer Schwester. Außerdem vermachte sie Geld an die Providence Association for the Benefit of Colored Children und die Rhode Island Society for the Prevention of Cruelty to Animals.S. 521

## Werke (Auswahl)
- Hours of Life, and Other Poems. G. H. Whitney, Rochester, NY 1853, ISBN 978-1-4047-9940-0 (google.de).
- Edgar Poe and His Critics. Rudd & Carleton, New York City 1860 (wikisource.org).